# باتريك ويردي
باتريك ويردي (30 سبتمبر 1978 في فينيسو) (بالإنجليزية: Patrice Ouerdi)‏ لاعب كرة قدم فرنسي معتزل كان يجيد اللعب في خط الوسط .